# Der kleine und der große Klaus (1971)
Der kleine und der große Klaus (Westdeutscher Verleihtitel: Klaus und Kläuschen) ist ein deutscher Fernsehfilm aus dem Jahr 1971. Der in den DEFA-Studios der DDR entstandene Film ist eine Adaption von Hans Christian Andersens Märchen Der kleine Klaus und der große Klaus.

## Handlung
Der kleine Klaus ist ein Kleinbauer, lebt mit seiner Frau und seinen sieben Kindern in ärmlichen Verhältnissen. Von Montag bis Samstag arbeitet er auf dem Hof des Großen Klaus, der ein Großbauer ist. Nur am Sonntag leiht ihm der Große Klaus zwei Pferde, so dass der Kleine Klaus mit ihnen und seinem eigenen Pferd Hans sein Feld bestellen kann. 
Er treibt sie an, indem er „Hüh, alle meine Pferde, hüh!“ ruft. Damit verärgert er wiederholt den Großen Klaus, bis dieser das Pferd vom Kleinen Klaus mit einem Stein erschlägt. Um die Familie weiterhin ernähren zu können, beschließt der Kleine Klaus, die Haut seines Pferdes auf dem Markt zu verkaufen. 
Auf dem Weg dorthin möchte er aufgrund des starken Regens im Haus des Müllers übernachten, aber nur dessen Frau ist dort und schickt ihn weg. Er kriecht deswegen auf den Boden der Scheune und beobachtet von dort, wie die Müllersfrau den Küster, mit dem sie ein Verhältnis hat, empfängt und ihm ein üppiges Essen vorsetzt. Als der Müller unerwartet nach Hause kommt, versteckt die Müllerin das Essen im Ofen und den Küster in einer Truhe. 
Der Kleine Klaus bittet den Müller um ein Nachtlager und etwas zu essen; dieser empfängt ihn. Seinen Sack, in dem das Pferdefell ist, stellt der Kleine Klaus unter den Tisch. Er behauptet, darin wäre ein Zauberer und beweist es, indem er vorhersagt, dass sich Braten und Kuchen im Ofen befinden und sogar "der Teufel" in der Truhe sitzt. Der Müller ist davon so beeindruckt, dass er dem Kleinen Klaus für dessen Sack reichlich Waren sowie die Truhe und einen Scheffel Geld überlässt. 
Während des Nachhauseweges lässt der Kleine Klaus den Küster frei, der ihm aus Dankbarkeit seine Schuhe schenkt. 
Wieder daheim bittet er den Großen Klaus um ein Scheffelmaß, und nachdem dieser daraufhin mitbekommt, wie viel Geld der Kleine Klaus scheinbar für das Pferdefell vom toten Hans bekommen hat, erschlägt er daraufhin seine eigenen Pferde. Anschließend versucht er, die Felle teuer auf dem Markt zu verkaufen, wird aber wegen seiner Preisvorstellungen verjagt. 
Wütend versucht er, den Kleinen Klaus in einem Sack im Fluss zu ertränken. Zuvor möchte er sich in der Kirche "seelisch stärken", lässt den Sack davor stehen, und so befreit der vorbeikommende Schäfer den Kleinen Klaus. Sie füllen Steine in den Sack, so dass der Große Klaus denkt, er hätte seinen Feind tatsächlich in den Fluss geworfen. 
Wenig später findet er diesen allerdings unversehrt auf einer Wiese neben der Schafherde. Der Kleine Klaus berichtet, ihm wäre auf dem Grund des Flusses eine Fee begegnet, die ihm die Tiere geschenkt hätte. Weil der Große Klaus dies auch möchte, geht er in den Fluss und ertrinkt.